# Ivan Horvat Hlebinski
Ivan Horvat Hlebinski (Hlebine, 26. svibnja 1932.) hrvatski je pjesnik i pripovjedač. Piše poeziju na hlebinskom podravskom kajkavskom narječju.

## Životopis
Osnovnu školu polazio je u rodnome mjestu, a gimnaziju u Koprivnici gdje je 1952. godine maturirao. Višu pedagošku školu završio je 1956. u Zagrebu, a 1964. diplomirao je hrvatski i engleski jezik s književnostima na zagrebačkom Filozofskom fakultetu. 
Književnim radom bavi se od 1950. Prvom pjesmom Ljetni san javio se 1959. u listu Glas Podravine. Objavljivao je radove o odgoju, obrazovanju i kulturi te pjesme, crtice i pripovijetke na kajkavskome narječju i standardnome jeziku. Kajkavsku poeziju i prozu tiska od 1968. u časopisu Kaj i u drugim periodičnim publikacijama. Sudjeluje na brojnim recitalima kajkavske poezije i objavljuje pjesme u njihovim edicijama. Pjesme i priče za djecu tiska u dječjim časopisima, a gostuje i u emisijama Radija Zagreb. Pedesetak njegovih pjesama uglazbljeno je za izvođenje na glazbenim festivalima.
Pjesme su mu uvrštene u panorame i antologije: Horvatska zemlica (Samobor 1971.), Panorama novijega kajkavskoga pjesništva (Kaj 1/1971.), Antologija novije kajkavske lirike (Kaj 3 – 5, 1975.), Suvremeno dijalektalno pjesništvo Primorja i Podravine (Rijeka – Koprivnica 1980.), Ogenj reči (1986.), Tisućljetni jezik naš hrvatski (Zagreb 1991.), Nad zgarištima zvijezde (Zagreb 1993.), Rieči sa zviranjka (1999.), Zercalo horvatsko (1999.).
Njegove kajkavske pjesme napisane su hlebinskim podravskim idiomom, bliskom idiomu Galovićeva ciklusa Z mojih bregov. Za pjesme i pripovijetke dobio je dvadesetak različitih nagrada na natječajima, smotrama i glazbenim festivalima.

## Knjige
- Razlejane vode – crteži: Ivan Generalić (Zagreb 1970.)[5]

- Na mrtvi straži – crteži: Josip Generalić (Zagreb 1977.)[6]

- Dravin sen – fotografije Goran Horvat (Zagreb 2005.)[1]

- Kajkavski žalci – ilustracije Mirjana Vodopija (Zagreb 2006.)[7]